# Universidade Federal do Rio Grande
A Universidade Federal do Rio Grande (FURG) é uma universidade pública brasileira, com sede na cidade de Rio Grande no estado do Rio Grande do Sul. Foi fundada em 20 de agosto de 1969, a partir da "Fundação Cidade do Rio Grande", criada no dia 8 de julho de 1953.
No início da segunda metade do século XX, havia carência total de escolas de nível superior na cidade de Rio Grande, o que propiciava a evasão de significativo número de estudantes, os quais se dirigiam a outros centros em busca de continuidade para seus estudos. Essa força jovem, concluídos os cursos, raramente retornava.
A percepção dessa realidade, aliada ao propósito de modificá-la, resultou em um movimento cultural, cuja finalidade precípua era a criação de uma Escola de Engenharia em Rio Grande, justificada pelo elevado número de profissionais na área e pelo parque industrial ali existente, sendo que a referida escola deveria ter uma entidade mantenedora, aos moldes exigidos pelo Ministério da Educação e Cultura.
A Universidade tem cerca de 500 professores e destaca-se nos cursos ligados à área dos ecossistemas costeiros e oceânicos, como Oceanologia e Ciências Biológicas, cursos que atuam por exemplo o Museu Oceanográfico.

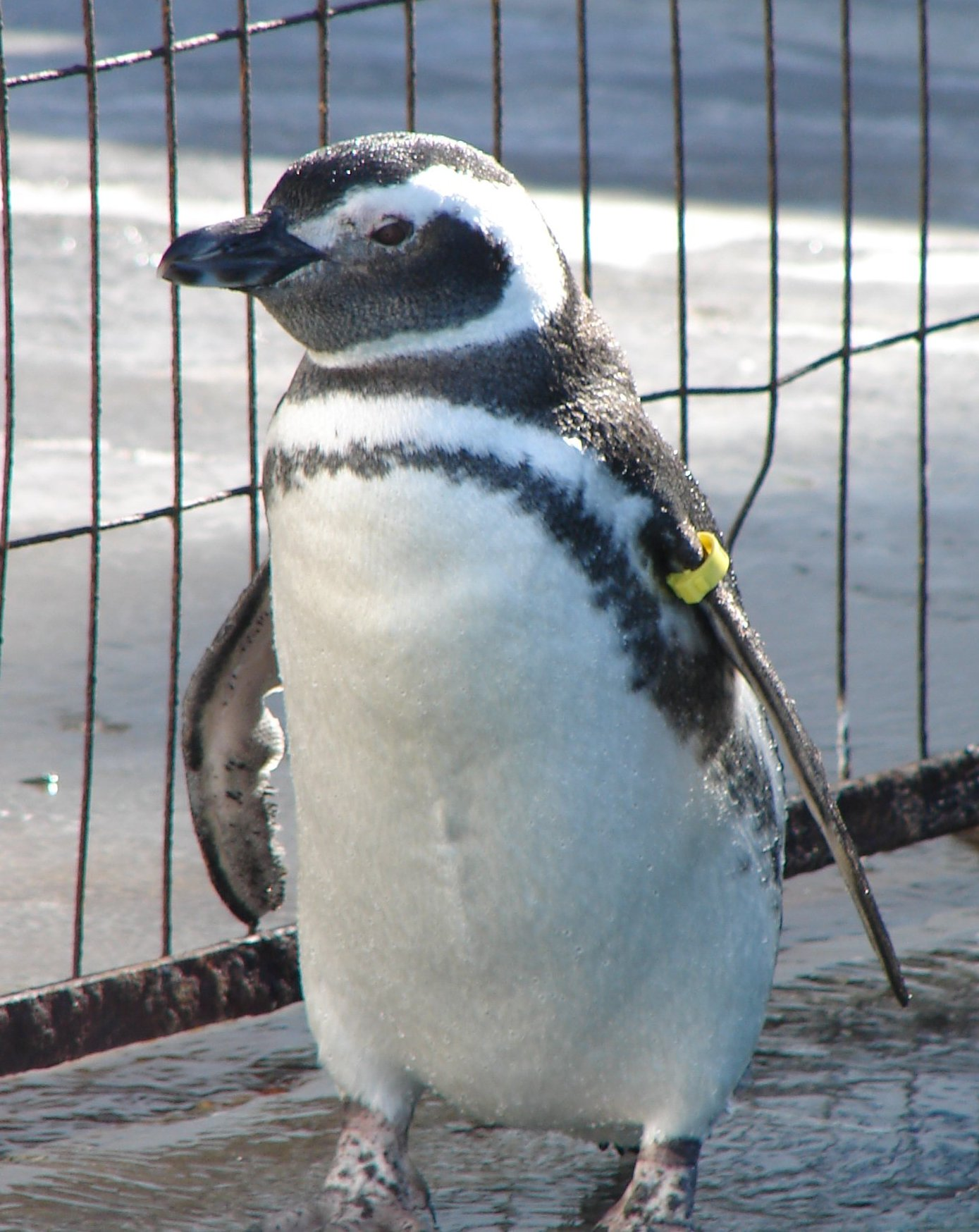
Pinguim tratado no CRAM, parte integrante do Museu Oceanográfico.

A universidade também promove apoio as espécies que são afetadas pelo desequilíbrio ambiental, ou que estão em rota de migração. Os animais que são recolhidos para tratamento, são levados ao Centro de Recuperação de Animais Marinhos, o CRAM, que é parte integrante do Museu Oceanográfico.

## Reitores da FURG
| Reitor(a)                        | Início do Mandato      | Fim do Mandato         |
| -------------------------------- | ---------------------- | ---------------------- |
| Adolpho Gundlach Pradel          | 18 de Abril 1969       | 1º de Dezembro de 1972 |
| Eurípedes Falcão Vieira          | 2 Dezembro de 1972     | 17 Abril de 1977       |
| Fernando Lopes Pedone            | 18 de Abril de 1977    | 29 de Março de 1981    |
| Fernando Lopes Pedone            | 30 de Março de 1981    | 2 Dezembro de 1984     |
| Jomar Bessoaut Laurino           | 3 de Dezembro de 1984  | 16 de Dezembro 1988    |
| Orlando Macedo Fernandes         | 17 de Dezembro de 1988 | 8 de Janeiro de 1993   |
| Carlos Rodolfo Brandão Harttmann | 9 de Janeiro de 1993   | 8 de Janeiro de 1997   |
| Carlos Alberto Eiras Garcia      | 9 de Janeiro de 1997   | 8 de Janeiro de 2001   |
| Carlos Rodolfo Brandão Harttmann | 9 de Janeiro de 2001   | 8 de Janeiro de 2005   |
| João Carlos Brahm Cousin         | 9 de Janeiro de 2005   | 8 de Janeiro de 2009   |
| João Carlos Brahm Cousin         | 9 de Janeiro de 2009   | 8 de Janeiro de 2013   |
| Cleuza Maria Sobral Dias         | 9 de Janeiro de 2013   | 10 de Janeiro de 2017  |
| Cleuza Maria Sobral Dias         | 10 de Janeiro de 2017  | 11 de Janeiro de 2021  |
| Danilo Giroldo                   | 20 de Janeiro de 2021  | Atualmente             |

## Estrutura
A universidade tem uma estrutura multicampi, estendendo sua atuação para as cidades de Santo Antônio da Patrulha, São Lourenço do Sul e Santa Vitória do Palmar, conta com 63 cursos de graduação, 11 cursos de residência, 23 cursos de especialização, 34 cursos de mestrado, 14 cursos de doutorado, 132 grupos de pesquisa certificados pelo CNPq, mais de 9 mil alunos de graduação presencial, mais de 150 alunos de graduação a distância, cerca de 2.113 alunos de pós-graduação, cerca de 930 docentes e mais de 1.109 técnicos administrativos em educação.

### Campus Carreiros
Inaugurado em 1971, o Campus Carreiros tem 250 hectares de área verde. Sua infraestrutura conta com mais de cem salas de aula, diversos laboratórios, restaurantes universitários, casas do estudante, centro de convivência, centro esportivo e biblioteca central, além de todas as unidades acadêmicas, administrativas e de apoio.

### Unidade de Saúde
Localizada no centro da cidade do Rio Grande, a Unidade de Saúde sedia os cursos de Medicina e Enfermagem, além de diversos cursos de pós-graduação na área da saúde. Sua estrutura, anexa ao Hospital Universitário Miguel Riet Corrêa Jr., oferece dez salas de aulas, uma biblioteca setorial e mais de vinte laboratórios.

### Unidades Acadêmicas[7]
- Centro de Ciências Computacionais
- Escola de Enfermagem
- Escola de Engenharia
- Escola de Química e Alimentos
- Faculdade de Direito
- Faculdade de Medicina
- Instituto de Ciências Biológicas
- Instituto de Ciências Econômicas, Administrativas e Contábeis
- Instituto de Ciências Humanas e da Informação
- Instituto de Educação
- Instituto de Letras e Artes
- Instituto de Matemática, Estatística e Física
- Instituto de Oceanografia

### Museus e Centros Associados
A universidade tem um complexo de Museus e Centros Associados, formado pelo Museu Oceanográfico Professor Eliézer de Carvalho Rios, Museu Antártico, Eco-Museu da Ilha da Pólvora, Museu Náutico, Centro de Recuperação de Animais Marinhos - CRAM, Centro de Convívio dos Meninos do Mar - CCMar e o Centro de Atenção Integral à Criança e ao Adolescente - CAIC.

## Dados financeiros e operacionais
| Ano  | Despesas (R$ milhões) |
| ---- | --------------------- |
| 2011 | 267.461.654,00        |
| 2022 | 598.985.719,71        |